# Ève Périsset
Ève Josette Noelle Périsset (Saint-Priest, 24 de dezembro de 1994) é uma futebolista francesa que atua como zagueira. Atualmente defende o Chelsea e a Seleção Francesa.

## Biografia

### Carreira de clubes
Périsset iniciou sua carreira profissional na equipe feminina do Lyon em 2012. No ano de 2016, mudou-se para o Paris Saint-Germain. Após quatro temporadas no time parisiense, foi vendida para o Bordeaux.
Em junho de 2022, Pérrisset entrou para a FA Women's Super League após assinar o contrato com o Chelsea para três temporadas.

### Carreira internacional
Périsset participou de várias seleções juvenis francesas. Em 2014, ela fez parte da equipe que terminou em terceiro lugar na Copa do Mundo de Futebol Feminino Sub-20 de 2014, realizada no Canadá.
Périsset fez sua estreia na seleção principal em 16 de setembro de 2016, em um empate de 1 a 1 contra a Seleção Brasileira. No ano seguinte, integrou o selecionado francês para a Campeonato Europeu de Futebol Feminino de 2017 (UEFA), realizado na Holanda.
No ano de 2023, integrou a equipe francesa na Copa do Mundo de Futebol Feminino de 2023. A equipe foi eliminada nas quartas de final após um empate por 0 a 0 com a Austrália, seguindo por uma derrota pro 6 a 7 nos pênaltis.

## Estilo de jogo
Eve Périsset oferece confiabilidade defensiva, contando com seu alto volume de jogo e a precisão de seus cruzamentos. Périsset é uma líder de jogo, pela sua agressividade comunicativa e qualidade de entrosamento, bastante discreta em grupo mas muito respeitada pela sua franqueza.

## Estatísticas

### Clube
Atualizado em 17 de dezembro de 2022
| Clube               | Temporada    | Liga         | Liga      | Liga | Copa National | Copa National | Copa da Liga | Copa da Liga | Continental | Continental | Total     | Total |
| Clube               | Temporada    | Divisão      | Aparições | Gols | Aparições     | Gols          | Aparições    | Gols         | Aparições   | Gols        | Aparições | Goçs  |
| ------------------- | ------------ | ------------ | --------- | ---- | ------------- | ------------- | ------------ | ------------ | ----------- | ----------- | --------- | ----- |
| Lyon                | 2012–13      | D1F          | 0         | 0    | 0             | 0             | —            | —            | 1           | 0           | 1         | 0     |
| Lyon                | 2013–14      | D1F          | 6         | 0    | 2             | 0             | —            | —            | 1           | 0           | 9         | 0     |
| Lyon                | 2014–15      | D1F          | 10        | 1    | 2             | 0             | —            | —            | 0           | 0           | 12        | 1     |
| Lyon                | 2015–16      | D1F          | 2         | 0    | 2             | 0             | —            | —            | 2           | 0           | 6         | 0     |
| Lyon                | Total        | Total        | 18        | 1    | 6             | 0             | 0            | 0            | 4           | 0           | 28        | 1     |
| Paris Saint-Germain | 2016–17      | D1F          | 21        | 3    | 6             | 1             | —            | —            | 9           | 0           | 36        | 4     |
| Paris Saint-Germain | 2017–18      | D1F          | 21        | 2    | 6             | 1             | —            | —            | —           | —           | 27        | 3     |
| Paris Saint-Germain | 2018–19      | D1F          | 15        | 2    | 2             | 0             | —            | —            | 5           | 0           | 22        | 2     |
| Paris Saint-Germain | 2019–20      | D1F          | 12        | 1    | 0             | 0             | —            | —            | 1           | 0           | 13        | 1     |
| Paris Saint-Germain | Total        | Total        | 69        | 8    | 14            | 2             | 0            | 0            | 15          | 0           | 98        | 10    |
| Bordeaux            | 2019–20      | D1F          | —         | —    | 1             | 0             | —            | —            | —           | —           | 1         | 0     |
| Bordeaux            | 2020–21      | D1F          | 21        | 0    | 1             | 0             | —            | —            | —           | —           | 22        | 0     |
| Bordeaux            | 2021–22      | D1F          | 18        | 3    | 1             | 0             | —            | —            | 4           | 0           | 23        | 3     |
| Bordeaux            | Total        | Total        | 39        | 3    | 3             | 0             | 0            | 0            | 4           | 0           | 46        | 3     |
| Chelsea             | 2022–23      | WSL          | 9         | 0    | 0             | 0             | 0            | 0            | 3           | 0           | 12        | 0     |
| Career total        | Career total | Career total | 135       | 12   | 23            | 2             | 0            | 0            | 26          | 0           | 184       | 14    |

### Internacional
Atualizado em 11 de novembro de 2022
| Seleção | Ano   | Aparições | Goas |
| ------- | ----- | --------- | ---- |
| França  | 2016  | 2         | 0    |
| França  | 2017  | 7         | 0    |
| França  | 2018  | 3         | 0    |
| França  | 2019  | 6         | 0    |
| França  | 2020  | 3         | 1    |
| França  | 2021  | 9         | 2    |
| França  | 2022  | 14        | 1    |
| Total   | Total | 44        | 4    |

| No. | Data                   | Estádio                                      | Oponente    | Gol | Resultado | Competição                                                 |
| --- | ---------------------- | -------------------------------------------- | ----------- | --- | --------- | ---------------------------------------------------------- |
| 1   | 1 de dezembro de 2020  | Stade de la Rabine, Vannes, França           | Cazaquistão | 7–0 | 12–0      | Qualificação para a Euro Feminina da UEFA de 2022          |
| 2   | 22 de outubro de 2021  | Stade Dominique Duvauchelle, Créteil, França | Estônia     | 3–0 | 11–0      | Eliminatórias da Copa do Mundo de Futebol Feminino de 2023 |
| 3   | 26 de novembro de 2021 | Stade de la Rabine, Vannes, França           | Cazaquistão | 4–0 | 6–0       | Eliminatórias da Copa do Mundo de Futebol Feminino de 2023 |
| 4   | 23 de julho de 2021    | New York Stadium, Roterdão, Inglaterra       | Holanda     | 1–0 | 1–0       | Campeonato Europeu de Futebol Feminino de 2022             |

## Títulos

### Clubes
- Campeonato francês: 2014, 2015 e 2016 (Olympique Lyonnais)
- Vencedor da Coupe de France: 2014, 2015, 2016 (Olympique Lyonnais) e 2018 (Paris Saint-Germain)
- Vencedor da UEFA Champions League: 2016 (Olympique Lyonnais)
- Campeão da 3ª Divisão Francesa: 2010 (Olympique Lyonnais B)
- Campeão da DH Rhône-Alpes: 2012 e 2013 (Olympique Lyonnais B)